# 第5軍団 (ドイツ国防軍)
第5軍団（だい5ぐんだん、ドイツ語: V.Armeekorps）は、第二次世界大戦中のドイツ国防軍の部隊である。

## 司令官
| 着任          | 離任          | 階級     | 氏名                                 |
| ------------- | ------------- | -------- | ------------------------------------ |
| 1935年5月16日 | 1939年4月30日 | 歩兵大将 | ヘルマン・ガイヤー                   |
| 1939年5月1日  | 1942年1月12日 | 歩兵大将 | リヒャルト・ルオッフ                 |
| 1942年1月12日 | 1943年7月1日  | 歩兵大将 | ヴィルヘルム・ヴェッツェル           |
| 1943年7月1日  | 1944年5月1日  | 歩兵大将 | カール・アルメンディンガー           |
| 1944年5月1日  | 1944年5月4日  | 中将     | ヘルマン・ベーメ                     |
| 1944年5月4日  | 1944年6月2日  | 中将     | フリードリヒ＝ヴェルヘルム・ミュラー |
| 1944年6月2日  | 1944年7月19日 | 歩兵大将 | フランツ・ベイヤー                   |
| 再編成後      |               |          |                                      |
| 1945年1月16日 | 1945年5月8日  | 砲兵大将 | クルト・ヴェーガー                   |

## 作戦区域
- 西部戦線 - 1939年9月 - 1940年5月
- フランスの戦い - 1940年5月 - 1941年6月
- 東部戦線 -1941年6月 - 1944年5月
- クリミアの戦い - 1944年5月 - 1944年7月

再編成後
- 東部戦線 - 1945年1月 - 1945年4月